# Chiesa di San Marco (Lucca)
La chiesa di San Marco è una chiesa di Lucca.

## Storia e descrizione
La parrocchia di San Marco e Rocco nacque con decreto arcivescovile del 4 marzo 1779 dallo smembramento delle frazioni di San Iacopo alla Tomba, Acquacalda e Giannotti dalla parrocchia di San Leonardo, rimasta entro la nuova cinta di Mura. Il luogo ove fu eretta la chiesa fu richiesto ai Canonici lateranensi di San Frediano, proprietari di un fondo in località San Rocchino, che lo cedettero per la costruzione della chiesa, del campanile, della canonica e del cimitero.
La chiesa originaria aveva dimensioni in pianta di 22,40 m per 8.40 m e la navata principale era disposta lungo la direttrice nord sud.
Agli inizi del secolo XX la Chiesa era in pessime condizioni e la particolare disposizione degli edifici all’interno del lotto non consentiva soluzioni né per il restauro né per l’ampliamento che appariva necessario in considerazione del fatto che la popolazione della parrocchia era cresciuta passando dalle 700 unità del secolo precedente a 3000 unità. I parrocchiani furono pertanto sensibilizzati per la costruzione della nuova chiesa. L’arcivescovo Arturo Marchi appoggiò l’iniziativa del parroco Pietro Tocchini che incaricò del progetto il Maestro Muratore Achille Orzali; il 12 maggio 1912 l'arcivescovo benedisse la prima pietra.
I lavori furono più volte sospesi sia per gli sviluppi della prima guerra mondiale, sia per contrasti tra parrocchia e comune circa la proprietà del terreno ove sorgeva il complesso parrocchiale. Tuttavia, nel 1920 vi fu una ripresa piuttosto sostenuta che portò nel 1921 alla realizzazione del tetto, mentre all’interno veniva completato il pavimento e disposto un altare provvisorio in legno. Il 23 ottobre 1921 la nuova chiesa fu benedetta e inaugurata al culto. Nel frattempo, Orzali venne affiancato nella direzione dei lavori dall'architetto Italo Baccelli. Il giorno 7 settembre 1924 l'arcivescovo Arturo Marchi consacrò solennemente la nuova chiesa; al termine della celebrazione fu celebrata la solenne Messa dal vicario generale mons.  Vincenzo Del Carlo.
Contestualmente all'erezione della nuova chiesa, anche il campanile realizzato al termine del 1700 fu demolito e ricostruito. L’inaugurazione del nuovo campanile avvenne nel 1961 durante il ministero di Don Milani.
Una significativa ristrutturazione fu operata tra gli anni 1980 e 1990 a seguito di danneggiamenti causati da severi fenomeni meteorici. Gli interventi furono sviluppati sotto il ministero di mons. Antonio Tigli e la direzione dello “studio Tre”, diretto dal geometra Piero Baccelli, dall'ingegnere Giovanni Mogavero e dall'architetto Paolo Pergola. Al termine dei lavori la chiesa assunse la conformazione attuale. Durante questa campagna di lavori, alcune opere d’arte furono traslate da alcune chiese ormai chiuse al culto: il fonte battesimale da Santa Giulia, il tabernacolo dalla chiesa del crocifisso dei bianchi, il crocifisso del secolo XV, l’acquasantiera cinquecentesca, la tela dell’altare del Santissimo Sacramento e quella dell’altare del coro, quella sovrastante il fonte battesimale dalla chiesa di San Gerolamo.
A seguito di alcune lesioni, la statua del Buon Pastore, collocata un tempo sulla sommità della facciata, è stata spostata precauzionalmente in prossimità del basamento del campanile.